# Río Güiza
Río Güiza – rzeka w Kolumbii, wpływa do Río Mira.